# Taperinha tefeigua
Taperinha tefeigua är en insektsart som beskrevs av Keti Maria Rocha Zanol 2004. Taperinha tefeigua ingår i släktet Taperinha och familjen dvärgstritar. Inga underarter finns listade i Catalogue of Life.